# The Challenge: Vendettas
The Challenge: Vendettas es la trigésima primera temporada del reality de competencia de MTV The Challenge. El tráiler oficial se mostró durante la serie especial Champs vs. Stars. Por primera vez, el programa contó con exparticipantes de Big Brother Estados Unidos, y programas de televisión del Reino Unido, incluidos Ex on the Beach Reino Unido y Geordie Shore, compitiendo con exparticipantes de los programas regulares de The Real World, Road Rules, The Challenge, y Are You the One?. Por primera vez en la historia del programa solo hubo un ganador.
Esta fue la primera temporada del programa que se transmitió en el Reino Unido. Se estrenó en MTV Reino Unido el 5 de abril de 2018. Sin embargo, la serie se dejó de transmitir después de 8 episodios. Además, esta es la primera temporada en más de diez años en estar disponible para los espectadores de MTV Latinoamérica, ya que se hizo disponible a través de la plataforma de transmisión de la red MTV Play.

## Elenco
| Participantes Masculinos    | Show Original                    | Resultado      |
| --------------------------- | -------------------------------- | -------------- |
| Zach Nichols                | The Real World: San Diego (2011) | Segundo puesto |
| Kyle Christie               | Geordie Shore 8                  | Tercer puesto  |
| Leroy Garrett               | The Real World: Las Vegas (2011) | Últimos cuatro |
| Tony Raines                 | Real World: Skeletons            | Últimos cuatro |
| Brad Fiorenza               | The Real World: San Diego (2004) | Episodio 13    |
| Nelson Thomas               | Are You the One? 3               | Episodio 13    |
| Devin Walker-Molaghan       | Are You the One? 3               | Episodio 12/13 |
| Johnny "Bananas" Devenanzio | The Real World: Key West         | Episodio 10    |
| Joss Mooney                 | Ex on the Beach Reino Unido 1    | Episodio 7/8   |
| Shane Landrum               | Road Rules: Campus Crawl         | Episodio 7     |
| Victor Arroyo               | Big Brother Estados Unidos 18    | Episodio 6/7   |
| Cory Wharton                | Real World: Ex-Plosion           | Episodio 2/3   |
| Eddie Williams              | Are You the One? 5               | Episodio 2     |
| Rogan O'Connor              | Ex on the Beach Reino Unido 2    | Episodio 1     |

| Participantes Femeninos | Show Original                      | Resultado      |
| ----------------------- | ---------------------------------- | -------------- |
| Cara Maria Sorbello     | Carne Fresca II                    | Ganadora       |
| Kailah Casillas         | Real World: Go Big or Go Home      | Cuarto puesto  |
| Kam Williams            | Are You the One? 5                 | Últimos Cuatro |
| Nicole Zanatta          | Real World: Skeletons              | Últimos Cuatro |
| Jemmye Carroll          | The Real World: New Orleans (2010) | Episodio 12/13 |
| Natalie Negrotti        | Big Brother Estados Unidos 18      | Episodio 12    |
| Britni Thornton         | Are You the One? 3                 | Episodio 11    |
| Kayleigh Morris         | Ex on the Beach Reino Unido 2      | Episodio 10    |
| Marie Roda              | The Real World: St. Thomas         | Episodio 8/9   |
| Veronica Portillo       | Road Rules: Semester at Sea        | Episodio 7/8   |
| Sylvia Elsrode          | Real World: Skeletons              | Episodio 7     |
| Melissa Reeves          | Ex on the Beach Reino Unido 2      | Episodio 5     |
| Alicia Wright           | Are You the One? 5                 | Episodio 3/4   |
| Nicole Ramos            | Batalla de las Líneas de Sangre    | Episodio 1     |

## Formato
28 jugadores, cada uno con rencores no resueltos con otros concursantes, compiten para sobrevivir en el juego y ganan su parte de $ 500,000. Cada ronda se designa como una ronda masculina, femenina o sin género. Los elementos principales del juego son los siguientes:
- Misiones diarias: en cada episodio, los jugadores compiten en un desafío. Los desafíos varían entre desafíos individuales y de equipo. Los ganadores dividirán $ 25,000 para sus cuentas bancarias individuales.
  - En un desafío individual, los tres mejores actores del desafío forman la Troika, mientras que el peor jugador del género designado está nominado para su eliminación.
  - En los desafíos de equipo, el equipo ganador elige a la Troika entre ellos, mientras que el equipo perdedor vota públicamente por un compañero de equipo del género designado para enfrentar la eliminación.
- Troika de la Inquisición: Los tres jugadores en la Troika son inmunes a entrar en la Ronda de Eliminación. Nominan a tres jugadores del género designado para la Ronda de Eliminación. Los nominados se enfrentan a la "Inquisición", donde tienen la oportunidad de defender su caso ante la Troika sobre por qué no deberían ser votados en la Ronda de Eliminación.
- Rondas de eliminación (El Anillo): en "El Anillo", la Troika vota por uno de los jugadores que se enfrentaron a la Inquisición para competir en la ronda de eliminación. Los ganadores permanecen en el juego y ganan una "Granada". Las granadas tienen un poder que el ganador de la eliminación puede usar en cualquier otro jugador. Los perdedores de la ronda de eliminación se van a casa, y el total de sus cuentas bancarias individuales se agrega al fondo del premio final.

Cuando quedan ocho jugadores, compiten individualmente en el Desafío final por su parte del premio de $ 500,000. Solo los 4 mejores jugadores ganan el dinero en su cuenta bancaria. Además, el primer lugar recibe el dinero de las cuentas bancarias de cada jugador eliminado, así como $ 150,000 adicionales. El segundo lugar recibe $ 35,000 adicionales, el tercer lugar $ 10,000 adicionales y el cuarto lugar $ 5,000 adicionales. Los otros cuatro finalistas no reciben nada.
Giros
- Purgas: Algunos desafíos se designan como Purgas, donde los peores competidores son eliminados de inmediato.
  - En el desafío inicial "Bajarse de la Roca", se eliminan al hombre y mujer con peor desempeño.
  - En el desafío "Ayúdame, Rhonda", se purgan al jugador de cada género más lento.
  - Debido a la proporción desigual de hombres y mujeres, el desafío "Fuera de la caja" también es una purga masculina, y se elimina al hombre con el peor resultado.
- Mercenarios: en algunas de las rondas de eliminación, los jugadores nominados se enfrentan a los mercenarios en lugar de uno al otro. Los mercenarios son veteranos experimentados, que regresan a The Challenge para un desafío único. Las rondas mercenarias ocurren durante rondas que presentan una eliminación masculina y femenina. Un jugador que gana contra el Mercenario permanece en el juego, pero si pierde contra el Mercenario se elimina al jugador. Esto significa que los cuatro o ninguno de los jugadores nominados podrían ser eliminados dependiendo de los resultados de cada serie.
  - En la ronda de eliminación de "Loco 8", las nominadas enfrentan a Aneesa Ferreira (The Real World: Chicago) o Tori Deal (Are You the One? 4). Los nominados masculinos se enfrentan a Derrick Kosinski (Road Rules: X-Treme) o Jordan Wiseley (The Real World: Portland).
  - En el desafío "Tirando Mi cadena", las nominadas se enfrentan a Ashley Mitchell (Mundo real: Ex-Plosion) o Laurel Stucky (The Challenge: Carne Fresca II). Los nominados masculinos se enfrentan a Darrell Taylor (Road Rules: Campus Crawl) o Frank Sweeney (The Real World: San Diego).

## Vendettas
| Jugador                     | Vendettas                                                                                             |
| --------------------------- | --- |
| Alicia Wright               | Eddie Williams, Kam Williams                                                                          |
| Brad Fiorenza               | Tony Raines                                                                                           |
| Britni Thornton             | Kailah Casillas, Leroy Garrett                                                                        |
| Cara Maria Sorbello         | Kailah Casillas, Marie Roda, Tony Raines                                                              |
| Cory Wharton                | Devin Walker-Molaghan, Johnny "Bananas" Devenanzio                                                    |
| Devin Walker-Molaghan       | Cory Wharton, Johnny "Bananas" Devenanzio                                                             |
| Eddie Williams              | Alicia Wright, Kam Williams                                                                           |
| Johnny "Bananas" Devenanzio | Cory Wharton, Devin Walker-Molaghan, Nelson Thomas                                                    |
| Jemmye Carroll              | Kailah Casillas                                                                                       |
| Joss Mooney                 | Kayleigh Morris                                                                                       |
| Kailah Casillas             | Britni Thornton, Cara Maria Sorbello, Jemmye Carroll, Nicole Ramos, Sylvia Elsrode, Veronica Portillo |
| Kayleigh Morris             | Joss Mooney, Melissa Reeves                                                                           |
| Kyle Christie               | Rogan O'Connor                                                                                        |
| Leroy Garrett               | Britni Thornton, Veronica Portillo, Zach Nichols                                                      |
| Marie Roda                  | Cara Maria Sorbello                                                                                   |
| Melissa Reeves              | Kayleigh Morris                                                                                       |
| Natalie Negrotti            | Victor Arroyo                                                                                         |
| Nelson Thomas               | Shane Landrum, Tony Raines                                                                            |
| Nicole Ramos                | Kailah Casillas                                                                                       |
| Nicole Zanatta              | Shane Landrum, Sylvia Elsrode                                                                         |
| Rogan O'Connor              | Kyle Christie                                                                                         |
| Shane Landrum               | Nelson Thomas, Nicole Zanatta, Tony Raines                                                            |
| Sylvia Elsrode              | Kailah Casillas, Nicole Zanatta, Tony Raines                                                          |
| Tony Raines                 | Brad Fiorenza, Cara Maria Sorbello, Nelson Thomas, Sylvia Elsrode                                     |
| Veronica Portillo           | Kailah Casillas, Leroy Garrett                                                                        |
| Victor Arroyo               | Natalie Negrotti                                                                                      |
| Zach Nichols                | Leroy Garrett                                                                                         |

## Desafíos

### Desafíos diarios
- Bajarse de la roca: este desafío de purga es una carrera de resistencia durante la noche en el Peñón de Gibraltar de 1400 pies. Para la primera fase, los concursantes corren por las calles de Gibraltar hasta un punto de control en túneles en la base de la roca, donde luego deben pararse en un vagón del metro durante la noche sosteniendo cajas pesadas. Al día siguiente, los jugadores continúan la carrera por el Peñón de Gibraltar con comienzos escalonados en función de cómo terminaron la primera fase. El primer clasificado gana $ 25,000, mientras que los concursantes más lentos son eliminados de inmediato.
  - Ganador: Joss
  - Eliminados: Nicole R. y Rogan
- ¿Quién tiene bolas? Jugado en dos series, masculinas y femeninas, los concursantes deben sumergirse en un pozo de jabón y recuperar balones de fútbol, retirarse del pozo con cuerdas y depositar los balones en sus respectivos contenedores. El primer concursante en depositar tres bolas en su contenedor gana.
  - Ganadores: Bananas y Britni
- #Vendettas: jugado en una estructura hashtag gigante levantada sobre el agua, este desafío se juega en series separadas por género. Los concursantes deben tomar sus 4 figuras "hashtag" y colocarlas en 4 polos de oponentes separados. El hombre y la mujer más rápidos en colocar sus hashtags en los polos de sus oponentes y volver a su propio polo ganan el desafío.
  - Ganadores: Devin y Natalie
- Guerra de comida: los concursantes se dividen en 7 equipos de 3 y 1 equipo de 2. Al comienzo de cada ronda, se les hace una pregunta, y el primer equipo en entrar puede responder. Si lo hacen bien, ganan esa pregunta y luego podrán seleccionar otro equipo para evitar comer, mientras que cada otro equipo tiene que seleccionar un miembro para consumir un alimento de la elección del equipo ganador. Si los miembros del equipo de alimentación no pueden terminar su plato en el tiempo asignado, su equipo es eliminado. La ronda final entre los dos equipos finales es una competencia de comer, con el primer equipo en terminar el plato ganador.
  - Ganadores: Marie, Tony y Zach.
- Jadeando por Aire: jugado por la noche, los concursantes se dividen en 4 equipos. Cada concursante se turna para sumergirse bajo el agua 15 pies y luego mover un anillo de metal a lo largo de una cuerda estirada 150 pies bajo el agua. Hay tres estaciones de puntos de control para que los concursantes se detengan y exhalen los tanques de oxígeno mientras están bajo el agua. El equipo que mueve sus anillos la distancia total más larga gana.
  - Ganadores: Bananas, Kailah, Kyle, Tony y Zach
- Titiritero: los concursantes se dividen en dos equipos y se encadenan en una larga cadena. Mientras están encadenados, los concursantes deben trabajar juntos para ensamblar piezas de una marioneta gigante (con las cabezas de Aneesa y CT). El primer equipo en hacerlo, y tirar de la cuerda que levanta su marioneta, gana.
  - Ganadores: Bananas, Brad, Cara Maria, Jemmye, Kayleigh, Kyle, Natalie, Nicole Z., Shane y Tony
- Accidente automovilístico: este desafío implica cinco autos que se elevan en el aire sobre el agua y se rocían con agua. Los concursantes se separan en 4 equipos. Cada miembro del equipo debe saltar de un automóvil a otro, pasando por el asiento trasero una vez que completa el salto. El equipo con el concursante más rápido para completar los saltos gana.
  - Ganadores: Bananas, Cara Maria, Natalie y Nelson.
- Patada en el trasero: los concursantes se dividen en dos equipos y juegan un partido de fútbol. Sin embargo, jugarán sobre zancos de pogo mientras que en burbujas de plástico gigantes. El primer equipo en marcar dos goles en sus oponentes gana.
  - Ganadores: Brad, Kailah, Kam, Kyle, Natalie, Nicole Z., Tony y Zach
- Esta tierra es mi tierra: los competidores se dividen en tres equipos. Cada equipo tiene que acumular cuarenta y cinco paladares para levantar su bandera. Cada equipo se divide en tres grupos: fabricantes, que apilan los paladares; Proveedores, encargados de suministrar los paladares mediante el funcionamiento de los paladares que los roamers los suministran a los Fabricantes; y Roamers, quienes deben correr a través de la playa y están a cargo de suministrar a los Proveedores a través de un embalse o robar a otros equipos. El primer equipo en apilar sus paladares y levantar su bandera gana.
  - Ganadores: Britni, Natalie, Nicole Z., Tony y Zach
- Tesoro español: los concursantes se dividen en dos equipos. Cada competidor en el equipo tiene que ir uno a la vez para nadar y recuperar una pelota. El competidor debe sumergirse bajo el agua y colocar la pelota en una red unida a un cofre del tesoro, elevándola ligeramente. Luego nadan hacia atrás y tocan un punto de control antes de que el próximo competidor de su equipo pueda irse. Una vez que el cofre sale a la superficie, el equipo puede llevarlo de vuelta a la orilla, terminando la misión. El equipo que hace esto más rápido gana.
  - Ganadores: Brad, Devin, Jemmye, Natalie, Nicole Z., Tony y Zach
- Ayúdame, Rhonda: esta es una competencia de resistencia individual. Cada competidor tiene que correr una milla colina arriba hasta un puente, donde luego tienen que saltar por un abismo. Luego tienen que correr por la ciudad antes de hacer rápel en el costado de una pared y luego correr hasta el final. Los concursantes masculinos y femeninos más rápidos ganan, mientras que los concursantes masculinos y femeninos más lentos son eliminados.
  - Ganadores: Nicole Z. y Zach
  - Eliminado: Devin y Jemmye
- Fuera de la caja: Jugado individualmente, los jugadores se enganchan a un camión semi en movimiento y se les obliga a atravesar el camión a un pilar colgante con cajas apiladas en el medio. Los jugadores se empujan, alternando entre el camión y los pilares, tejiendo entre las pilas de cajas. Los cuadros tienen valores de puntos variables, y si el jugador tira la pila de cuadros, esos puntos se suman a su puntaje general. Además, si un jugador no realiza la transferencia, recibirá una penalización por transferencia. Aquellos con menos puntos ganan y obtienen un boleto automático para el desafío final. Se elimina el último lugar masculino (debido a un número desigual de competidores masculinos y femeninos restantes).
  - Ganadores: Kailah y Tony
  - Eliminado: Nelson

### Juegos del Anillo
- Bola de fuego: colocadas en lados opuestos del anillo frente a dos goles, los jugadores deben patear balones de fútbol a través de un muro de fuego hacia la portería de su oponente. El jugador que obtenga el mejor de tres ganará y ganará una granada. En el caso de que nadie pueda marcar un gol durante un período prolongado, el juego se jugará en una ronda de muerte súbita.
  - Jugado por: Cory vs. Nelson
- Reacción en cadena: los jugadores comenzarán en la parte inferior de una escalera de cadena con solo un peldaño conectado y los restantes desconectados. A la señal de TJ, los jugadores deben volver a conectar los peldaños uno por uno mientras suben su escalera hasta que puedan alcanzar una campana. El primer jugador que toque el timbre ganará y ganará una granada.
  - Jugado por: Alicia vs. Melissa
- Agua y Aceite: los jugadores serán colocados en un pozo de petróleo y deben recuperar una bola que TJ dejará caer en un tablero de clavijas. Una vez que hayan recuperado la pelota, deben traerla de vuelta y marcarla en su canasta. Durante esta eliminación, los jugadores deben permanecer sobre sus manos y rodillas en todo momento a menos que estén a punto de anotar. Cada canasta ganará un punto y el primer jugador en anotar tres puntos ganará y ganará una granada.
  - Jugado por: Melissa vs. Sylvia
- Agua turbulenta: los jugadores estarán en un tanque de agua. Tendrán que usar sus cuerpos para eliminar el agua hasta llegar a la línea roja. Una vez que lleguen a la línea roja, usarán un martillo para romper el fondo del tanque y escapar del tanque. El primer jugador en hacerlo ganará y ganará una granada.
  - Jugado por: Brad vs.Víctor
- 8 Peligroso: Los jugadores competirán por un anillo en forma de figura 8. Deben hacer lo que sea necesario para que el anillo esté a su lado. El primer jugador en obtener el anillo a su lado dos veces ganará la eliminación. En un giro inesperado, cuatro "Mercenarios" (Jordan, Derrick, Tori y Aneesa) fueron traídos para competir contra los jugadores en el Anillo. Para permanecer en el juego, deben ganar contra el Mercenario. Los jugadores que ganen contra su Mercenario permanecerán en el juego y ganarán una granada.
  - Jugado por: Jordan vs. Shane , Aneesa vs. Veronica , Kam vs. Tori , Derrick vs. Joss
- Canasta de Basket: los jugadores comenzarán a encerrarse dentro de una canasta española. A la señal de TJ, los jugadores deben arañar, aplastar y salir de su canasta lo más rápido que puedan. Una vez que han dejado su canasta, los jugadores deben correr hacia su tablero de rompecabezas y completarlo lo más rápido posible. El primer jugador en completar con éxito su rompecabezas ganará y ganará una granada.
  - Jugado por: Kailah vs. Marie
- No tan brillante: los jugadores comenzarán frente a sus podios frente a su tablero de rompecabezas. A la señal de TJ, presionarán el botón en su podio haciendo que las luces de su tablero se iluminen parcialmente. Los jugadores deben correr hacia su tablero y accionar los interruptores de las luces apagadas. El tablero de rompecabezas solo permanece iluminado cuando un jugador toca su botón, por lo que los jugadores deberán memorizar qué interruptores deben activarse sin desactivarlos accidentalmente. El primer jugador que encienda con éxito su tablero de rompecabezas en su totalidad ganará y ganará una granada.
  - Jugado por: Bananas vs. Devin
- Tirando Mi Cadena: los jugadores comenzarán a trabajar juntos, seguidos, en una pista circular. En la señal de TJ, los jugadores deben correr alrededor de la pista para alcanzar una campana que está del lado de su oponente. El primer jugador en alcanzar y tocar su campana ganará. En otro giro, cuatro "Mercenarios" más (Frank, Darrell, Ashley y Laurel) fueron traídos para competir contra los jugadores en el Anillo. Para permanecer en el juego, deben ganar contra el Mercenario. Los jugadores que ganen contra su Mercenario permanecerán en el juego y ganarán una granada.
  - Jugado por: Brad vs. Frank , Ashley vs. Kam , Darrell vs. Nelson , Britni vs. Laurel
- Tortura española: los jugadores estarán atados y enganchados a dos cuerdas que atraviesan el Anillo, una para sus manos y otra para sus pies. A la señal de TJ, los jugadores deben moverse a través de estas cuerdas tan rápido como puedan para hacer sonar una campana al final. El primer jugador en cruzar y tocar su campana ganará y ganará una granada.
  - Jugado por: Kam vs. Natalie
- Cabeza de petardo: los jugadores comenzarán a ambos lados de una pared y, según la señal de TJ, cargarán a través de dos paredes lo más rápido posible. Después de atravesar la segunda pared, los jugadores encontrarán dos bolas de gran tamaño que deben usar para romper una rejilla de metal que revelará dos bolas más pequeñas que deben depositarse en su tubo. El primer jugador que deposite ambas bolas más pequeñas en su tubo ganará y volverá al juego y ganará su boleto para el desafío final.
  - Jugado por: Brad vs. Leroy

### Desafío final
En la primera etapa del desafío final, los jugadores deben correr a lo largo de un curso y completar tres puntos de control. Antes de intentar cada punto de control, los jugadores deben recuperar una ficha encontrada al final del recorrido de una milla y media. Además, los jugadores deberán usar varias piezas de equipo medieval que los ralentizarán. Los primeros dos jugadores masculinos y las dos primeras jugadoras que completen la etapa avanzarán a la Etapa 2. Los cuatro jugadores restantes serán eliminados del desafío final y sus cuentas bancarias se agregarán al premio final. Para el primer punto de control, los pies de los jugadores estarán encadenados por cadenas. Cada jugador comenzará con su propia canasta de antorchas. Uno a la vez, los jugadores deben llevar toda su canasta de antorchas al extremo opuesto del campo fangoso. Los jugadores simplemente pueden regresar a su canasta después de cada depósito o pueden tomar una antorcha de la canasta de su oponente y devolverla a su canasta inicial. Una vez que un jugador ha movido todas sus antorchas, puede avanzar al siguiente punto de control. Los jugadores entrarán en una mazmorra donde se enfrentarán a Bananas o Melissa que sirven como mercenarios. Los mercenarios sirven como repartidores de cartas y cada jugador debe adivinar si la próxima carta será más alta o más baja que la primera, siendo los ases altos. Si el jugador adivina correctamente dos de las tres cartas, avanzará al punto de control final. Si el mercenario gana, será responsable de asignar al jugador una granada que debe completar antes de avanzar. Para el último punto de control de la Etapa 1, los jugadores deben usar una armadura completa mientras terminan el curso. Al llegar al punto de control, cada jugador debe esperar a que llegue el siguiente jugador antes de jugar. Compitiendo uno contra uno, uno por uno, los jugadores deben quitar las espadas de su tablero en cantidades de uno, dos o tres. El jugador con una espada restante en su tablero ganará y avanzará a la línea de meta. El ganador también asignará a su oponente uno de los tres platos antiguos, queso, chocolate caliente o sopa de callos picantes, para consumir antes de poder avanzar. El último jugador en llegar al punto de control será responsable de simplemente eliminar todas las espadas del tablero antes de avanzar. Luego, los jugadores deben correr a lo largo del curso una vez más para recuperar su ficha final antes de cruzar la línea de meta.
En la segunda etapa del desafío final, los jugadores deben memorizar una clave de rompecabezas con varios círculos de colores. Una vez que han memorizado una parte de su rompecabezas, deben dentro del castillo y al patio donde deben recrear el rompecabezas en su propio tablero individual. Los primeros hombres y mujeres en terminar la etapa 1 recibieron una ventaja de 30 segundos. El primer jugador que combine con éxito su tablero de colores con la clave de respuestas será declarado ganador y recibirá más de $370,000, dinero tanto del premio final como de las cuentas bancarias acumuladas de todos los jugadores eliminados. El segundo, tercer y cuarto lugar recibirán $35,000, $10,000 y $5,000 respectivamente. Cada finalista también recibirá el dinero ganado de sus cuentas bancarias durante la temporada. Los resultados se anunciarían más tarde en la reunión especial.
- Ganador de The Challenge: Vendettas: Cara Maria
  - Segundo lugar: Zach
  - Tercer lugar: Kyle
  - Cuarto lugar: Kailah
  - Últimos Cuatro: Kam, Leroy, Tony y Nicole Z

## Resumen del juego
| Episodio | Episodio                  | Género    | Tipo de desafío                | Ganadores | Ganadores    | Troika                                                                                                | Participantes del Anillo                                                                              | Participantes del Anillo                                                                              | Participantes del Anillo                                                                              | Participantes del Anillo                                                                              | Participantes del Anillo                                                                              | Participantes del Anillo                                                                              | Participantes del Anillo                                                                              | Participantes del Anillo                                                                              | Juego del Anillo                                                                                      | Resultados del Anillo                                                                                 | Resultados del Anillo                                                                                 | Resultados del Anillo                                                                                 | Resultados del Anillo                                                                                 |
| #        | Desafío                   | Género    | Tipo de desafío                | Ganadores | Ganadores    | Troika                                                                                                | Último lugar                                                                                          | Último lugar                                                                                          | Elección de la Troika                                                                                 | Elección de la Troika                                                                                 | Elección de la Troika                                                                                 | Elección de la Troika                                                                                 | Elección de la Troika                                                                                 | Elección de la Troika                                                                                 | Juego del Anillo                                                                                      | Ganador                                                                                               | Ganador                                                                                               | Perdedor                                                                                              | Perdedor                                                                                              |
| -------- | ------------------------- | --------- | ------------------------------ | --------- | ------------ | --- | --- | --- | --- | --- | --- | --- | --- | --- | --- | --- | --- | --- | --- |
| 1        | Bajarse de la roca        | N/A       | Individual                     |           | Joss         | N/A                                                                                                   | N/A                                                                                                   | N/A                                                                                                   | N/A                                                                                                   | N/A                                                                                                   | N/A                                                                                                   | N/A                                                                                                   | N/A                                                                                                   | N/A                                                                                                   | N/A                                                                                                   | N/A                                                                                                   | N/A                                                                                                   | | Rogan                                                                                                 |
| 1        | Bajarse de la roca        | N/A       | Individual                     | Nicole R. | Joss         | N/A                                                                                                   | N/A                                                                                                   | N/A                                                                                                   | N/A                                                                                                   | N/A                                                                                                   | N/A                                                                                                   | N/A                                                                                                   | N/A                                                                                                   | N/A                                                                                                   | N/A                                                                                                   | N/A                                                                                                   | N/A                                                                                                   | | |
| 2/3      | ¿Quién tiene bolas?       | Masculino | Individual                     |           | Bananas      | Bananas, Kyle, Brad                                                                                   | | Nelson                                                                                                | | Cory                                                                                                  | | Tony                                                                                                  | | Victor                                                                                                | Bolas de Fuego                                                                                        | | Nelson                                                                                                | | Cory                                                                                                  |
| 2/3      | ¿Quién tiene bolas?       | Masculino | Individual                     | Britni    |              | Bananas, Kyle, Brad                                                                                   | | Nelson                                                                                                | | Cory                                                                                                  | | Tony                                                                                                  | | Victor                                                                                                | Bolas de Fuego                                                                                        | | Nelson                                                                                                | | Cory                                                                                                  |
| 3/4      | #Vendettas                | Femenino  | Individual                     |           | Devin        | Devin, Natalie, Bananas                                                                               | | Melissa                                                                                               | | Alicia                                                                                                | | Kam                                                                                                   | | Kayleigh                                                                                              | Reacción en cadena                                                                                    | | Melissa                                                                                               | | Alicia                                                                                                |
| 3/4      | #Vendettas                | Femenino  | Individual                     | Natalie   |              | Devin, Natalie, Bananas                                                                               | | Melissa                                                                                               | | Alicia                                                                                                | | Kam                                                                                                   | | Kayleigh                                                                                              | Reacción en cadena                                                                                    | | Melissa                                                                                               | | Alicia                                                                                                |
| 4/5      | Guerra de comida          | Femenino  | 7 equipos de 3 y 1 equipo de 2 |           | Equipo 6     | Marie, Tony, Zach                                                                                     | | Sylvia                                                                                                | | Britni                                                                                                | | Kayleigh                                                                                              | | Melissa                                                                                               | Aceite y agua                                                                                         | | Sylvia                                                                                                | | Melissa                                                                                               |
| 6/7      | Jadeando por aire         | Masculino | 4 equipos de 5                 |           | Equipo 4     | Tony, Bananas, Kyle                                                                                   | | Brad                                                                                                  | | Devin                                                                                                 | | Shane                                                                                                 | | Victor                                                                                                | Aguas turbulentas                                                                                     | | Brad                                                                                                  | | Victor                                                                                                |
| 7/8      | Titiritero                | N/A       | 2 equipos de 10                |           | Equipo Verde | Kyle, Nicole Z, Tony                                                                                  | | Joss                                                                                                  | | Devin                                                                                                 | | Nelson                                                                                                | | Shane                                                                                                 | 8 Peligroso                                                                                           | | Jordan                                                                                                | | Shane                                                                                                 |
| 7/8      | Titiritero                | N/A       | 2 equipos de 10                |           | Equipo Verde | Kyle, Nicole Z, Tony                                                                                  | Aneesa                                                                                                | Joss                                                                                                  | | Devin                                                                                                 | Veronica                                                                                              | Nelson                                                                                                | | Shane                                                                                                 | 8 Peligroso                                                                                           | | | | |
| 7/8      | Titiritero                | N/A       | 2 equipos de 10                |           | Equipo Verde | Kyle, Nicole Z, Tony                                                                                  | Veronica                                                                                              | | Kam                                                                                                   | | Kayleigh                                                                                              | | Natalie                                                                                               | | 8 Peligroso                                                                                           | Kam                                                                                                   | | Tori                                                                                                  | |
| 7/8      | Titiritero                | N/A       | 2 equipos de 10                |           | Equipo Verde | Kyle, Nicole Z, Tony                                                                                  | Veronica                                                                                              | Derrick                                                                                               | Kam                                                                                                   | | Kayleigh                                                                                              | Joss                                                                                                  | Natalie                                                                                               | | 8 Peligroso                                                                                           | | | | |
| 8/9      | Accidente automovilístico | Femenino  | 3 equipos de 4 y 1 de 5        |           | Equipo 1     | Bananas, Natalie, Nelson                                                                              | | Marie                                                                                                 | | Cara Maria                                                                                            | | Kailah                                                                                                | | Nicole Z.                                                                                             | Canasta de Básquet                                                                                    | | Kailah                                                                                                | | Marie                                                                                                 |
| 9/10     | Patada en el trasero      | Masculino | 2 equipos de 8                 |           | Equipo Azil  | Kailah, Tony, Zach                                                                                    | | Devin                                                                                                 | | Bananas                                                                                               | | Leroy                                                                                                 | | Nelson                                                                                                | No tan brillante                                                                                      | | Devin                                                                                                 | | Bananas                                                                                               |
| 11       | Esta tierra es mi tierra  | N/A       | 2 equipos de 5 y 1 equipo de 4 |           | Equipo Verde | Natalie, Tony, Zach                                                                                   | | Brad                                                                                                  | | Kyle                                                                                                  | | Leroy                                                                                                 | | Nelson                                                                                                | Tirando mi cadena                                                                                     | | Brad                                                                                                  | | Frank                                                                                                 |
| 11       | Esta tierra es mi tierra  | N/A       | 2 equipos de 5 y 1 equipo de 4 |           | Equipo Verde | Natalie, Tony, Zach                                                                                   | Kam                                                                                                   | Brad                                                                                                  | | Kyle                                                                                                  | Ashley                                                                                                | Leroy                                                                                                 | | Nelson                                                                                                | Tirando mi cadena                                                                                     | | | | |
| 11       | Esta tierra es mi tierra  | N/A       | 2 equipos de 5 y 1 equipo de 4 |           | Equipo Verde | Natalie, Tony, Zach                                                                                   | Kam                                                                                                   | | Britni                                                                                                | | Cara Maria                                                                                            | | Jemmye                                                                                                | | Tirando mi cadena                                                                                     | Nelson                                                                                                | | Darrell                                                                                               | |
| 11       | Esta tierra es mi tierra  | N/A       | 2 equipos de 5 y 1 equipo de 4 |           | Equipo Verde | Natalie, Tony, Zach                                                                                   | Kam                                                                                                   | Laurel                                                                                                | Britni                                                                                                | | Cara Maria                                                                                            | Britni                                                                                                | Jemmye                                                                                                | | Tirando mi cadena                                                                                     | | | | |
| 12       | Tesoro español            | Femenino  | 1 equipo de 7 y 1 equipo de 6  |           | Equipo 1     | Brad, Tony, Zach                                                                                      | | Kam                                                                                                   | | Cara Maria                                                                                            | | Kailah                                                                                                | | Natalie                                                                                               | Tortura española                                                                                      | | Kam                                                                                                   | | Natalie                                                                                               |
| 12/13    | Ayúdame, Rhonda           | N/A       | Individual                     |           | Zach         | N/A                                                                                                   | N/A                                                                                                   | N/A                                                                                                   | N/A                                                                                                   | N/A                                                                                                   | N/A                                                                                                   | N/A                                                                                                   | N/A                                                                                                   | N/A                                                                                                   | N/A                                                                                                   | N/A                                                                                                   | N/A                                                                                                   | | Jemmye                                                                                                |
| 12/13    | Ayúdame, Rhonda           | N/A       | Individual                     |           | Nicole Z     | N/A                                                                                                   | N/A                                                                                                   | N/A                                                                                                   | N/A                                                                                                   | N/A                                                                                                   | N/A                                                                                                   | N/A                                                                                                   | N/A                                                                                                   | N/A                                                                                                   | N/A                                                                                                   | N/A                                                                                                   | N/A                                                                                                   | | Devin                                                                                                 |
| 13       | Fuera de la caja          | Masculino | Individual                     |           | Kailah       | Tony, Kailah, Cara Maria                                                                              | N/A                                                                                                   | N/A                                                                                                   | N/A                                                                                                   | N/A                                                                                                   | N/A                                                                                                   | N/A                                                                                                   | N/A                                                                                                   | N/A                                                                                                   | N/A                                                                                                   | N/A                                                                                                   | N/A                                                                                                   | | Nelson                                                                                                |
| 13       | Fuera de la caja          | Masculino | Individual                     |           | Tony         | Tony, Kailah, Cara Maria                                                                              | N/A                                                                                                   | N/A                                                                                                   | | Brad                                                                                                  | | Kyle                                                                                                  | | Leroy                                                                                                 | Cabeza de petardo                                                                                     | | Leroy                                                                                                 | | Brad                                                                                                  |
| 14       | Desafío Final             | N/A       | Individual                     |           | Cara Maria   | 2.º Lugar: Zach ; 3.er Lugar: Kyle ; 4.º Lugar: Kailah ; Últimos Cuatro: Kam, Leroy. Tony & Nicole Z. | 2.º Lugar: Zach ; 3.er Lugar: Kyle ; 4.º Lugar: Kailah ; Últimos Cuatro: Kam, Leroy. Tony & Nicole Z. | 2.º Lugar: Zach ; 3.er Lugar: Kyle ; 4.º Lugar: Kailah ; Últimos Cuatro: Kam, Leroy. Tony & Nicole Z. | 2.º Lugar: Zach ; 3.er Lugar: Kyle ; 4.º Lugar: Kailah ; Últimos Cuatro: Kam, Leroy. Tony & Nicole Z. | 2.º Lugar: Zach ; 3.er Lugar: Kyle ; 4.º Lugar: Kailah ; Últimos Cuatro: Kam, Leroy. Tony & Nicole Z. | 2.º Lugar: Zach ; 3.er Lugar: Kyle ; 4.º Lugar: Kailah ; Últimos Cuatro: Kam, Leroy. Tony & Nicole Z. | 2.º Lugar: Zach ; 3.er Lugar: Kyle ; 4.º Lugar: Kailah ; Últimos Cuatro: Kam, Leroy. Tony & Nicole Z. | 2.º Lugar: Zach ; 3.er Lugar: Kyle ; 4.º Lugar: Kailah ; Últimos Cuatro: Kam, Leroy. Tony & Nicole Z. | 2.º Lugar: Zach ; 3.er Lugar: Kyle ; 4.º Lugar: Kailah ; Últimos Cuatro: Kam, Leroy. Tony & Nicole Z. | 2.º Lugar: Zach ; 3.er Lugar: Kyle ; 4.º Lugar: Kailah ; Últimos Cuatro: Kam, Leroy. Tony & Nicole Z. | 2.º Lugar: Zach ; 3.er Lugar: Kyle ; 4.º Lugar: Kailah ; Últimos Cuatro: Kam, Leroy. Tony & Nicole Z. | 2.º Lugar: Zach ; 3.er Lugar: Kyle ; 4.º Lugar: Kailah ; Últimos Cuatro: Kam, Leroy. Tony & Nicole Z. | 2.º Lugar: Zach ; 3.er Lugar: Kyle ; 4.º Lugar: Kailah ; Últimos Cuatro: Kam, Leroy. Tony & Nicole Z. | 2.º Lugar: Zach ; 3.er Lugar: Kyle ; 4.º Lugar: Kailah ; Últimos Cuatro: Kam, Leroy. Tony & Nicole Z. |

### Progreso del juego
| Jugadores | Jugadores  | Episodios | Episodios | Episodios | Episodios | Episodios | Episodios | Episodios | Episodios | Episodios | Episodios | Episodios | Episodios | Episodios |
| Jugadores | Jugadores  | 1         | 2/3       | 3/4       | 4/5       | 6/7       | 7/8       | 8/9       | 9/10      | 11        | 12        | 12/13     | 13        | Final     |
| --------- | ---------- | --------- | --------- | --------- | --------- | --------- | --------- | --------- | --------- | --------- | --------- | --------- | --------- | --------- |
|           | Cara Maria | SEGURA    | SEGURA    | SEGURA    | SEGURA    | SEGURA    | GANA      | GANA      | SEGURA    | SEGURA    | SEGURA    | SEGURA    | SEGURA    | GANADORA  |
|           | Zach       | SEGURO    | SEGURO    | SEGURO    | GANA      | GANA      | SEGURO    | SEGURO    | GANA      | GANA      | GANA      | GANA      | SEGURO    | SEGUNDO   |
|           | Kyle       | SEGURO    | SEGURO    | SEGURO    | SEGURO    | GANA      | GANA      | SEGURO    | GANA      | SEGURO    | SEGURO    | SEGURO    | SEGURO    | TERCERO   |
|           | Kailah     | SEGURA    | SEGURA    | SEGURA    | SEGURA    | GANA      | SEGURA    | ANILLO    | GANA      | SEGURA    | SEGURA    | SEGURA    | GANA      | CUARTA    |
|           | Leroy      | SEGURO    | SEGURO    | SEGURO    | SEGURO    | SEGURO    | SEGURO    | SEGURO    | SEGURO    | SEGURO    | SEGURO    | SEGURO    | ANILLO    | ELIM      |
|           | Tony       | SEGURO    | SEGURO    | SEGURO    | GANA      | GANA      | GANA      | SEGURO    | GANA      | GANA      | GANA      | SEGURO    | GANA      | ELIM      |
|           | Kam        | SEGURA    | SEGURA    | SEGURA    | SEGURA    | SEGURA    | ANILLO    | SEGURA    | GANA      | ANILLO    | ANILLO    | SEGURA    | SEGURA    | ELIM      |
|           | Nicole Z.  | SEGURA    | SEGURA    | SEGURA    | SEGURA    | SEGURA    | GANA      | SEGURA    | GANA      | GANA      | GANA      | GANA      | SEGURA    | ELIM      |
|           | Brad       | SEGURO    | SEGURO    | SEGURO    | SEGURO    | ANILLO    | GANA      | SEGURO    | GANA      | ANILLO    | GANA      | SEGURO    | ELIM      |           |
|           | Nelson     | SEGURO    | ANILLO    | SEGURO    | SEGURO    | SEGURO    | SEGURO    | GANA      | SEGURO    | ANILLO    | SEGURO    | SEGURO    | ELIM      |           |
|           | Devin      | SEGURO    | SEGURO    | GANA      | SEGURO    | SEGURO    | SEGURO    | SEGURO    | ANILLO    | SEGURO    | GANA      | ELIM      |           |           |
|           | Jemmye     | SEGURA    | SEGURA    | SEGURA    | SEGURA    | SEGURA    | GANA      | SEGURA    | SEGURA    | SEGURA    | GANA      | ELIM      |           |           |
|           | Natalie    | SEGURA    | SEGURA    | GANA      | SEGURA    | N/A       | GANA      | GANA      | GANA      | GANA      | ELIM      |           |           |           |
|           | Britni     | SEGURA    | GANA      | SEGURA    | SEGURA    | SEGURA    | SEGURA    | SEGURA    | SEGURA    | ELIM      |           |           |           |           |
|           | Kayleigh   | SEGURA    | SEGURA    | SEGURA    | SEGURA    | SEGURA    | GANA      | SEGURA    | DEJA      |           |           |           |           |           |
|           | Bananas    | SEGURO    | GANA      | SEGURO    | SEGURO    | GANA      | GANA      | GANA      | ELIM      |           |           |           |           |           |
|           | Marie      | SEGURA    | SEGURA    | SEGURA    | GANA      | SEGURA    | SEGURA    | ELIM      |           |           |           |           |           |           |
|           | Joss       | GANA      | SEGURO    | SEGURO    | SEGURO    | SEGURO    | ELIM      |           |           |           |           |           |           |           |
|           | Veronica   | SEGURA    | SEGURA    | SEGURA    | SEGURA    | SEGURA    | ELIM      |           |           |           |           |           |           |           |
|           | Shane      | SEGURO    | SEGURO    | SEGURO    | SEGURO    | SEGURO    | ELIM      |           |           |           |           |           |           |           |
|           | Sylvia     | SEGURA    | SEGURA    | SEGURA    | ANILLO    | N/A       | ELIM      |           |           |           |           |           |           |           |
|           | Victor     | SEGURO    | SEGURO    | SEGURO    | SEGURO    | ELIM      |           |           |           |           |           |           |           |           |
|           | Melissa    | SEGURA    | SEGURA    | ANILLO    | ELIM      |           |           |           |           |           |           |           |           |           |
|           | Alicia     | SEGURA    | SEGURA    | ELIM      |           |           |           |           |           |           |           |           |           |           |
|           | Cory       | SEGURO    | ELIM      |           |           |           |           |           |           |           |           |           |           |           |
|           | Eddie      | SEGURO    | DEJA      |           |           |           |           |           |           |           |           |           |           |           |
|           | Nicole R.  | ELIM      |           |           |           |           |           |           |           |           |           |           |           |           |
|           | Rogan      | ELIM      |           |           |           |           |           |           |           |           |           |           |           |           |

Leyenda
     El concursante ganó el desafío final.
     El concursante no ganó el desafío final.
     El concursante terminó en los últimos 4, luego de ser eliminado en la primera etapa del desafío final.
     El concursante ganó el desafío y formó parte de la Troika.
     El concursante no ganó el desafío pero se colocó en el Top 3 y formó parte de la Troika.
     El concursante ganó el desafío, pero no formó parte de la Troika ni estuvo nominado para la Inquisición.
     El concursante ganó el desafío y fue nominado por la Troika para la Inquisición, pero no fue seleccionado para la ronda de eliminación.
     El concursante no fue seleccionado para la ronda de eliminación.
     El concursante fue nominado por la Troika para la Inquisición, pero no fue seleccionado para la ronda de eliminación.
     El concursante ganó el anillo.
     La eliminación del concursante en el anillo se consideró un empate, pero no fueron eliminados.
     El concursante perdió el anillo y fue eliminado.
     El concursante ganó el desafío, pero fue seleccionado para el Anillo, perdió y fue eliminado.
     El concursante fue eliminado en el desafío.
     El concursante fue retirado de la competencia debido a una lesión/enfermedad.
     El concursante se retiró o fue descalificado de la competencia.

### Progreso del Banco
| Jugadores  | Episodios | Episodios | Episodios | Episodios | Episodios | Episodios | Episodios | Episodios | Episodios | Episodios | Episodios | Episodios | Episodios |
| Jugadores  | 1         | 2/3       | 3/4       | 4/5       | 6/7       | 7/8       | 8/9       | 9/10      | 11        | 12        | 12/13     | 13        | Final     |
| ---------- | --------- | --------- | --------- | --------- | --------- | --------- | --------- | --------- | --------- | --------- | --------- | --------- | --------- |
| Cara Maria | $0        | $0        | $0        | $0        | $0        | $2,500    | $8,750    | $8,750    | $8,750    | $8,750    | $8,750    | $8,750    | $378,750  |
| Zach       | $0        | $0        | $0        | $8,000    | $13,000   | $13,000   | $13,000   | $16,125   | $21,125   | $24,625   | $37,125   | $37,125   | $72,125   |
| Kyle       | $0        | $0        | $0        | $0        | $5,000    | $7,500    | $7,500    | $10,625   | $10,625   | $10,625   | $10,625   | $10,625   | $20,625   |
| Kailah     | $0        | $0        | $0        | $0        | $5,000    | $5,000    | $5,000    | $8,125    | $8,125    | $8,125    | $8,125    | $20,625   | $25,625   |
| Kam        | $0        | $0        | $0        | $0        | $0        | $0        | $0        | $3,125    | $3,125    | $3,125    | $19,125   | $19,125   | $19,125   |
| Leroy      | $0        | $0        | $0        | $0        | $0        | $0        | $0        | $0        | $0        | $0        | $0        | $0        | $0        |
| Tony       | $0        | $0        | $0        | $8,000    | $13,000   | $15,500   | $15,500   | $18,625   | $23,625   | $27,125   | $27,125   | $39,625   | $39,625   |
| Nicole Z   | $0        | $0        | $0        | $0        | $0        | $2,500    | $2,500    | $5,625    | $10,625   | $14,125   | $26,625   | $26,625   | $26,625   |
| Brad       | $0        | $0        | $0        | $0        | $0        | $2,500    | $2,500    | $5,625    | $5,625    | $9,125    | $9,125    | $9,125    |           |
| Nelson     | $0        | $0        | $5,000    | $5,000    | $5,000    | $5,000    | $11,250   | $11,250   | $11,250   | $11,250   | $11,250   | $11,250   |           |
| Devin      | $0        | $0        | $12,500   | $12,500   | $12,500   | $12,500   | $12,500   | $12,500   | $12,500   | $16,000   | $0        |           |           |
| Jemmye     | $0        | $0        | $0        | $0        | $0        | $2,500    | $2,500    | $2,500    | $2,500    | $6,000    | $6,000    |           |           |
| Natalie    | $0        | $0        | $12,500   | $12,500   | $12,500   | $15,000   | $21,250   | $24,375   | $29,375   | $32,875   |           |           |           |
| Britni     | $0        | $12,500   | $12,500   | $12,500   | $12,500   | $12,500   | $12,500   | $12,500   | $17,500   |           |           |           |           |
| Kayleigh   | $0        | $0        | $0        | $0        | $0        | $2,500    | $2,500    | $2,500    |           |           |           |           |           |
| Bananas    | $0        | $12,500   | $12,500   | $12,500   | $17,500   | $20,000   | $26,250   | $26,250   |           |           |           |           |           |
| Marie      | $0        | $0        | $0        | $8,000    | $8,000    | $8,000    | $8,000    |           |           |           |           |           |           |
| Joss       | $25,000   | $25,000   | $20,000   | $20,000   | $20,000   | $20,000   |           |           |           |           |           |           |           |
| Veronica   | $0        | $0        | $0        | $0        | $0        | $0        |           |           |           |           |           |           |           |
| Shane      | $0        | $0        | $0        | $0        | $0        | $2,500    |           |           |           |           |           |           |           |
| Sylvia     | $0        | $0        | $0        | $0        | $0        | $0        |           |           |           |           |           |           |           |
| Victor     | $0        | $0        | $0        | $0        | $0        |           |           |           |           |           |           |           |           |
| Melissa    | $0        | $0        | $0        | $0        |           |           |           |           |           |           |           |           |           |
| Alicia     | $0        | $0        | $0        |           |           |           |           |           |           |           |           |           |           |
| Cory       | $0        | $0        |           |           |           |           |           |           |           |           |           |           |           |
| Eddie      | $0        | $0        |           |           |           |           |           |           |           |           |           |           |           |
| Nicole R.  | $0        |           |           |           |           |           |           |           |           |           |           |           |           |
| Rogan      | $0        |           |           |           |           |           |           |           |           |           |           |           |           |

- Note: los montos en dólares en negrita indican que el concursante terminó en el Top 4 con esa cantidad y la ganó en el desafío final.
- Note: los montos en dólares en cursiva indican que el concursante fue eliminado con ese monto y lo perdió al eliminarlo. El monto total se agregó al Banco Adicional, que se entregó al ganador.

Banco Adicional: $220,000
Leyenda
     El concursante ganó el desafío final.
     El concursante no ganó el desafío final.
     El concursante terminó en los últimos 4, luego de ser eliminado en la primera etapa del desafío final.
     El concursante ganó el desafío y formó parte de la Troika.
     El concursante no ganó el desafío pero se colocó en el Top 3 y formó parte de la Troika.
     El concursante ganó el desafío, pero no formó parte de la Troika ni estuvo nominado para la Inquisición.
     El concursante ganó el desafío y fue nominado por la Troika para la Inquisición, pero no fue seleccionado para la ronda de eliminación.
     El concursante no fue seleccionado para la ronda de eliminación.
     El concursante fue nominado por la Troika para la Inquisición, pero no fue seleccionado para la ronda de eliminación.
     El concursante ganó el anillo.
     La eliminación del concursante en el anillo se consideró un empate, pero no fueron eliminados.
     El concursante perdió el anillo y fue eliminado.
     El concursante ganó el desafío, pero fue seleccionado para el Anillo, perdió y fue eliminado.
     El concursante fue eliminado en el desafío.
     El concursante fue retirado de la competencia debido a una lesión/enfermedad.
     El concursante se retiró o fue descalificado de la competencia

## Equipos

### Desafíos en equipo
| Equipo 1  | Equipo 2 | Equipo 3   | Equipo 4 |
| --------- | -------- | ---------- | -------- |
| Devin     | Britni   | Bananas    | Brad     |
| Melissa   | Kyle     | Cara Maria | Joss     |
| Shane     | Leroy    | Kayleigh   | Sylvia   |
| Equipo 5  | Equipo 6 | Equipo 7   | Equipo 8 |
| Jemmye    | Marie    | Kam        | Kailah   |
| Nicole Z. | Tony     | Natalie    | Victor   |
| Veronica  | Zach     | Nelson     |          |

| Equipo 1 | Equipo 2   | Equipo 3  | Equipo 4 |
| -------- | ---------- | --------- | -------- |
| Brad     | Britni     | Devin     | Bananas  |
| Kam      | Cara Maria | Jemmye    | Kailah   |
| Kayleigh | Joss       | Leroy     | Kyle     |
| Marie    | Veronica   | Nicole Z. | Tony     |
| Nelson   | Victor     | Shane     | Zach     |

| Equipo Azul | Equipo Azul | Equipo Verde | Equipo Verde |
| ----------- | ----------- | ------------ | ------------ |
| Britni      | Leroy       | Bananas      | Kyle         |
| Devin       | Marie       | Brad         | Natalie      |
| Joss        | Nelson      | Cara Maria   | Nicole Z.    |
| Kailah      | Veronica    | Jemmye       | Shane        |
| Kam         | Zach        | Kayleigh     | Tony         |

| Equipo 1   | Equipo 2  | Equipo 3 | Equipo 4 |
| ---------- | --------- | -------- | -------- |
| Bananas    | Kailah    | Brad     | Britni   |
| Cara Maria | Nicole Z. | Jemmye   | Devin    |
| Natalie    | Tony      | Kam      | Kayleigh |
| Nelson     | Zach      | Marie    | Kyle     |
|            |           |          | Leroy    |

| Equipo Azul | Equipo Azul | Equipo Verde | Equipo Verde |
| ----------- | ----------- | ------------ | ------------ |
| Brad        | Nicole Z.   | Bananas      | Jemmye       |
| Kailah      | Natalie     | Britni       | Kayleigh     |
| Kam         | Tony        | Cara Maria   | Leroy        |
| Kyle        | Zach        | Devin        | Nelson       |

| Equipo Rojo | Equipo Verde | Equipo Azul |
| ----------- | ------------ | ----------- |
| Brad        | Britni       | Cara Maria  |
| Devi        | Natalie      | Jemmye      |
| Kailah      | Nicole Z.    | Kyle        |
| Kam         | Tony         | Leroy       |
| Nelson      | Zach         |             |

| Equipo 1 | Equipo 1  | Equipo 2   | Equipo 2 |
| -------- | --------- | ---------- | -------- |
| Brad     | Nicole Z. | Cara Maria | Kyle     |
| Devin    | Tony      | Kailah     | Leroy    |
| Jemmye   | Zach      | Kam        | Nelson   |
| Natalie  |           |            |          |

## Progreso de Votación
| Último Lugar          | Último Lugar          | Nelson último puesto | Melissa último puesto | Sylvia 2 de 3 votos  | Brad 4 de 5 votos   | Joss 7 de 10 votos | Veronica 6 de 10 votos | Marie 3 de 4 votos  | Devin 5 de 8 votos   | Brad 4 de 5 votos   | Kam 4 de 5 votos    | Empate     | Kam 3 of 3 votes | N/A                  | Brad 0 de 3 votos para salvarlo | Leroy 1 de 3 votos para salvarlo |  |  |  |  |  |  |  |  |  |  |  |  |
| Elección de la Troika | Elección de la Troika | Cory 3 de 3 votos    | Alicia 3 de 3 votos   | Melissa 3 de 3 votos | Victor 3 de 3 votos | Shane 3 de 3 votos | Kam 3 de 3 votos       | Kailah 2 de 3 votos | Bananas 2 de 3 votos | Nelson 3 de 3 votos | Britni 3 de 3 votos | Empate     | Kam 3 of 3 votes | Natalie 3 de 3 votos | Brad 0 de 3 votos para salvarlo | Leroy 1 de 3 votos para salvarlo |  |  |  |  |  |  |  |  |  |  |  |  |
| Jugador               | Jugador               | Episodios            | Episodios             | Episodios            | Episodios           | Episodios          | Episodios              | Episodios           | Episodios            | Episodios           | Episodios           | Episodios  | Episodios        | Episodios            | Episodios                       | Episodios                        |  |  |  |  |  |  |  |  |  |  |  |  |
| Jugador               | Jugador               | 2/3                  | 3/4                   | 4/5                  | 6/7                 | 7/8                | 7/8                    | 8/9                 | 9/10                 | 11                  | 11                  | 12         | 12               | 12                   | 13                              | 13                               |  |  |  |  |  |  |  |  |  |  |  |  |
|                       | Cara Maria            |                      |                       |                      |                     |                    |                        |                     | Devin                |                     |                     | Kailah     | Kailah           |                      | Kyle                            | Kyle                             |  |  |  |  |  |  |  |  |  |  |  |  |
|                       | Zach                  |                      |                       | Melissa              |                     | Joss               | Veronica               |                     | Nelson               | Nelson              | Britni              |            | Kam              | Natalie              |                                 |                                  |  |  |  |  |  |  |  |  |  |  |  |  |
|                       | Kyle                  | Cory                 |                       |                      | Victor              | Shane              | Kam                    |                     |                      |                     |                     | Kailah     | Kailah           |                      |                                 |                                  |  |  |  |  |  |  |  |  |  |  |  |  |
|                       | Kailah                |                      |                       |                      |                     | Joss               | Veronica               |                     | Bananas              | Brad                | Kam                 | Cara Maria | Cara Maria       |                      | Leroy                           | Leroy                            |  |  |  |  |  |  |  |  |  |  |  |  |
|                       | Kam                   |                      |                       |                      | Brad                | Joss               | Veronica               | Marie               |                      | Brad                | Kailah              | Cara Maria | Cara Maria       |                      |                                 |                                  |  |  |  |  |  |  |  |  |  |  |  |  |
|                       | Leroy                 |                      |                       |                      |                     | Joss               | Kailah                 |                     | Devin                |                     |                     | Kailah     | Kailah           |                      |                                 |                                  |  |  |  |  |  |  |  |  |  |  |  |  |
|                       | Tony                  |                      |                       | Melissa              | Victor              | Shane              | Kam                    |                     | Bananas              | Nelson              | Britni              |            | Kam              | Natalie              | Kyle                            | Kyle                             |  |  |  |  |  |  |  |  |  |  |  |  |
|                       | Nicole Z.             |                      |                       |                      |                     | Shane              | Kam                    |                     |                      |                     |                     |            |                  |                      |                                 |                                  |  |  |  |  |  |  |  |  |  |  |  |  |
|                       | Brad                  | Cory                 |                       | Sylvia               | Nelson              |                    |                        | Marie               |                      | Nelson              | Kam                 |            | Kam              | Natalie              |                                 |                                  |  |  |  |  |  |  |  |  |  |  |  |  |
|                       | Nelson                |                      |                       |                      | Brad                | Leroy              | Marie                  | Cara Maria          | Bananas              | Brad                | Kam                 | Cara Maria | Cara Maria       |                      |                                 |                                  |  |  |  |  |  |  |  |  |  |  |  |  |
|                       | Devin                 |                      | Alicia                |                      |                     | Leroy              | Veronica               |                     | Bananas              | Brad                | Kam                 |            |                  |                      |                                 |                                  |  |  |  |  |  |  |  |  |  |  |  |  |
|                       | Jemmye                |                      |                       |                      |                     |                    |                        | Marie               | Devin                |                     |                     |            |                  |                      |                                 |                                  |  |  |  |  |  |  |  |  |  |  |  |  |
|                       | Natalie               |                      | Alicia                |                      |                     |                    |                        | Kailah              |                      | Nelson              | Britni              |            |                  |                      |                                 |                                  |  |  |  |  |  |  |  |  |  |  |  |  |
|                       | Britni                |                      |                       |                      |                     | Joss               | Kam                    |                     | Bananas              |                     |                     |            |                  |                      |                                 |                                  |  |  |  |  |  |  |  |  |  |  |  |  |
|                       | Kayleigh              |                      |                       |                      | Brad                |                    |                        |                     | Devin                |                     |                     |            |                  |                      |                                 |                                  |  |  |  |  |  |  |  |  |  |  |  |  |
|                       | Bananas               | Cory                 | Alicia                |                      | Victor              |                    |                        | Kailah              | Devin                |                     |                     |            |                  |                      |                                 |                                  |  |  |  |  |  |  |  |  |  |  |  |  |
|                       | Marie                 |                      |                       | Melissa              | Brad                | Joss               | Veronica               | Jemmye              |                      |                     |                     |            |                  |                      |                                 |                                  |  |  |  |  |  |  |  |  |  |  |  |  |
|                       | Joss                  |                      |                       | Sylvia               |                     | Leroy              | Veronica               |                     |                      |                     |                     |            |                  |                      |                                 |                                  |  |  |  |  |  |  |  |  |  |  |  |  |
|                       | Veronica              |                      |                       |                      |                     | Joss               | Kam                    |                     |                      |                     |                     |            |                  |                      |                                 |                                  |  |  |  |  |  |  |  |  |  |  |  |  |
|                       | Shane                 |                      |                       |                      |                     |                    |                        |                     |                      |                     |                     |            |                  |                      |                                 |                                  |  |  |  |  |  |  |  |  |  |  |  |  |
|                       | Sylvia                |                      |                       | Brad                 |                     |                    |                        |                     |                      |                     |                     |            |                  |                      |                                 |                                  |  |  |  |  |  |  |  |  |  |  |  |  |
|                       | Victor                |                      |                       |                      |                     |                    |                        |                     |                      |                     |                     |            |                  |                      |                                 |                                  |  |  |  |  |  |  |  |  |  |  |  |  |
|                       | Melissa               |                      |                       |                      |                     |                    |                        |                     |                      |                     |                     |            |                  |                      |                                 |                                  |  |  |  |  |  |  |  |  |  |  |  |  |
|                       | Alicia                |                      |                       |                      |                     |                    |                        |                     |                      |                     |                     |            |                  |                      |                                 |                                  |  |  |  |  |  |  |  |  |  |  |  |  |
|                       | Cory                  |                      |                       |                      |                     |                    |                        |                     |                      |                     |                     |            |                  |                      |                                 |                                  |  |  |  |  |  |  |  |  |  |  |  |  |
|                       | Nicole R.             |                      |                       |                      |                     |                    |                        |                     |                      |                     |                     |            |                  |                      |                                 |                                  |  |  |  |  |  |  |  |  |  |  |  |  |
|                       | Rogan                 |                      |                       |                      |                     |                    |                        |                     |                      |                     |                     |            |                  |                      |                                 |                                  |  |  |  |  |  |  |  |  |  |  |  |  |

- Negrita indica que el participante formaba parte de la Troika

## Granadas
| Juego del Anillo    | Ganador(es)  | Granadas | Elección | Víctima(s) |
| ------------------- | ------------ | --- | -------- | ---------- |
| Bolas de fuego      | Nelson       | Efectivo (toma $ 5,000 de cualquier jugador que tenga dinero).                                                                   | Sí       | Joss       |
| Bolas de fuego      | Nelson       | Time Crunch (Agregue tiempo a la actuación de desafío de otro jugador).                                                          | No       | Joss       |
| Bolas de fuego      | Nelson       | Poner o callar (Únete a la Troika o envía un jugador directamente a la Inquisición).                                             | No       | Joss       |
| Reacción en cadena  | Melissa      | Forma equipo (elige los equipos para el próximo desafío).                                                                        | Sí       | N/A        |
| Reacción en cadena  | Melissa      | Hambriento de dinero (Elige un jugador para beber 1 litro de crema antes del próximo desafío).                                   | No       | N/A        |
| Reacción en cadena  | Melissa      | Sit Out (Elige a cualquier jugador para que se sienta fuera del próximo desafío y sea enviado automáticamente a la eliminación). | No       | N/A        |
| Aceite y agua       | Sylvia       | Efectivo (toma $ 10,000 de cualquier jugador que tenga dinero).                                                                  | N/A      | N/A        |
| Aceite y agua       | Sylvia       | Aguantar (Elige cualquier jugador para realizar una tarea de resistencia antes del próximo desafío).                             | N/A      | N/A        |
| Aceite y agua       | Sylvia       | Order Up (Elija el orden para el próximo desafío).                                                                               | N/A      | N/A        |
| Aguas turbulentas   | Brad         | Time Crunch (Agregue tiempo a la actuación de desafío de otro jugador).                                                          | Sí       | Kam        |
| Aguas turbulentas   | Brad         | Siéntate (elige a cualquier jugador para quedarte fuera del próximo desafío).                                                    | No       | Kam        |
| Aguas turbulentas   | Brad         | Blindside (Alguien tiene que competir en el próximo desafío con los ojos vendados).                                              | No       | Kam        |
| Loco 8              | Kam          | Lube Up (lubrica a cualquier jugador en el próximo desafío).                                                                     | Sí       | Cara Maria |
| Loco 8              | Kam          | Aguantar (Elige cualquier jugador para realizar una tarea de resistencia antes del próximo desafío).                             | No       | Cara Maria |
| Loco 8              | Kam          | Flip Out (Elige cualquier jugador para usar aletas en el próximo desafío).                                                       | No       | Cara Maria |
| Canasta de básquet  | Kailah       | Cash Up (Toma el dinero de cualquier jugador).                                                                                   | No       | N/A        |
| Canasta de básquet  | Kailah       | Forma equipo (elige los equipos para el próximo desafío).                                                                        | Sí       | N/A        |
| Canasta de básquet  | Kailah       | Poner o callar (Elige cualquier jugador que tenga que ganar un lugar en la Troika o enfrentar la Inquisición).                   | No       | N/A        |
| No tan brillante    | Devin        | Ponderado (Agrega peso a cualquier jugador para el próximo desafío).                                                             | No       | N/A        |
| No tan brillante    | Devin        | Atado (Ate los tobillos de cualquier jugador para el próximo desafío).                                                           | No       | N/A        |
| No tan brillante    | Devin        | Team Up (Elige los equipos para el desafío).                                                                                     | Sí       | N/A        |
| Tirando mi cadena   | N/A          | Efectivo (Toma el dinero de cualquier jugador).                                                                                  | No       | N/A        |
| Tirando mi cadena   | Brad         | Atado (Ate los tobillos de cualquier jugador para el próximo desafío).                                                           | Sí       | Kyle       |
| Tirando mi cadena   | Kam          | Time Up (Agregue tiempo al rendimiento de desafío de otro jugador).                                                              | Sí       | Cara Maria |
| Tortura española    | Kam          | Efectivo (Toma el dinero de cualquier jugador).                                                                                  | Sí       | Devin      |
| Tortura española    | Kam          | Resistencia (obliga a un jugador a hacer 30 burpees antes para el próximo desafío).                                              | No       | Devin      |
| Tortura española    | Kam          | Time Crunch (Agregue tiempo a la actuación de desafío de otro jugador).                                                          | No       | Devin      |
| Desafío Final       |              | |          |            |
| Estación            | Distribuidor | Granadas | Elección | Víctima    |
| Más alta o más baja | Melissa      | Enterrar un registro (obligar a un jugador a enterrar un registro).                                                              | Sí       | Kam        |
| Más alta o más baja | Melissa      | Haz 50 saltos (obliga a un jugador a hacer 50 saltos).                                                                           | No       | Kam        |
| Más alta o más baja | Melissa      | Disfruta de un vaso de agua (obliga a un jugador a beber un vaso entero de agua).                                                | No       | Kam        |

## Episodios
| N.º (total) | N.º (temp.) | Título                     | Estreno Original      | Audiencia en Estados Unidos (en millones) |
| ----------- | ----------- | -------------------------- | --------------------- | ----------------------------------------- |
| 389         | 1           | «Cuando chocan los Mundos» | 2 de enero de 2018    | 0.89                                      |
| 390         | 2           | «El poder de tres»         | 9 de enero de 2018    | 0.87                                      |
| 391         | 3           | «#Banatalie»               | 16 de enero de 2018   | 1.02                                      |
| 392         | 4           | «Pizzagate»                | 23 de enero de 2018   | 0.74                                      |
| 393         | 5           | «Culpable por asociación»  | 30 de enero de 2018   | 0.92                                      |
| 394         | 6           | «Notas sobre un escándalo» | 6 de febrero de 2018  | 0.82                                      |
| 395         | 7           | «Tirando de las cuerdas»   | 13 de febrero de 2018 | 0.83                                      |
| 396         | 8           | «Mercenario del caos»      | 20 de febrero de 2018 | 0.88                                      |
| 397         | 9           | «Cestas de deplorables»    | 27 de febrero de 2018 | 0.84                                      |
| 398         | 10          | «Los rumores dicen»        | 6 de marzo de 2018    | 0.77                                      |
| 399         | 11          | «Es Britni, B...»          | 13 de marzo de 2018   | 0.83                                      |
| 400         | 12          | «Ayudame, Rhonda»          | 20 de marzo de 2018   | 0.75                                      |
| 401         | 13          | «Czechmate»                | 27 de marzo de 2018   | 0.83                                      |
| 402         | 14          | «Vendettas nunca muere»    | 3 de abril de 2018    | 0.90                                      |

### Reunión especial
El especial/final de la reunión de dos partes se transmitió el 10 y 17 de abril de 2018 y fue presentado por el luchador profesional de la WWE, participante de The Real World: Back to New York y el ex campeón de The Challenge, Mike "The Miz" Mizanin. Los miembros del elenco (incluidos Kayleigh, Melissa y Kyle por satélite) asistieron a los Estudios MTV en Nueva York .

## Desafíos siguientes
| Novato           | Desafíos siguientes | Desafíos ganados          | Dinero Ganado |
| ---------------- | --- | ------------------------- | ------------- |
| Alicia Wright    | – | –                         | $0            |
| Eddie Wiliiams   | – | –                         | $0            |
| Joss Mooney      | Cálculo Final, La Guerra de los Mundos 2                                                                                      | –                         | $0            |
| Kam Williams     | Cálculo Final, La Guerra de los Mundos, La Guerra de los Mundos 2, Agentes Dobles                                             | –                         | $50,000       |
| Kayleigh Morris  | Cálculo Final, La Guerra de los Mundos 2                                                                                      | –                         | $0            |
| Kyle Christie    | Cálculo Final, La Guerra de los Mundos, La Guerra de los Mundos 2, Demencia Total, Agentes Dobles, Espías, Mentiras y Aliados | –                         | $20,625       |
| Melissa Reeves   | Cálculo Final, Demencia Total, Batalla por un Nuevo Campeón                                                                   | –                         | $0            |
| Natalie Negrotti | Cálculo Final, La Guerra de los Mundos                                                                                        | –                         | $0            |
| Rogan O'Connor   | La Guerra de los Mundos 2, Demencia Total                                                                                     | La Guerra de los Mundos 2 | $250,000      |
| Victor Arroyo    | – | –                         | $0            |

En Negrita indica que el novato llegó a la final esa temporada